# 1345
Portal Geschichte | Portal Biografien | Aktuelle Ereignisse | Jahreskalender | Tagesartikel

◄ |
13. Jahrhundert |
14. Jahrhundert
| 15. Jahrhundert | ►

◄ |
1310er |
1320er |
1330er |
1340er
| 1350er | 1360er | 1370er | ►

◄◄ |
◄ |
1341 |
1342 |
1343 |
1344 |
1345
| 1346 | 1347 | 1348 | 1349 | ► | ►►
Staatsoberhäupter  · Nekrolog
| Januar | Januar | Januar | Januar | Januar | Januar | Januar | Januar |
| Kw     | Mo     | Di     | Mi     | Do     | Fr     | Sa     | So     |
| ------ | ------ | ------ | ------ | ------ | ------ | ------ | ------ |
| 53     |        |        |        |        |        | 1      | 2      |
| 1      | 3      | 4      | 5      | 6      | 7      | 8      | 9      |
| 2      | 10     | 11     | 12     | 13     | 14     | 15     | 16     |
| 3      | 17     | 18     | 19     | 20     | 21     | 22     | 23     |
| 4      | 24     | 25     | 26     | 27     | 28     | 29     | 30     |
| 5      | 31     |        |        |        |        |        |        |

| Februar | Februar | Februar | Februar | Februar | Februar | Februar | Februar |
| Kw      | Mo      | Di      | Mi      | Do      | Fr      | Sa      | So      |
| ------- | ------- | ------- | ------- | ------- | ------- | ------- | ------- |
| 5       |         | 1       | 2       | 3       | 4       | 5       | 6       |
| 6       | 7       | 8       | 9       | 10      | 11      | 12      | 13      |
| 7       | 14      | 15      | 16      | 17      | 18      | 19      | 20      |
| 8       | 21      | 22      | 23      | 24      | 25      | 26      | 27      |
| 9       | 28      |         |         |         |         |         |         |

| März | März | März | März | März | März | März | März |
| Kw   | Mo   | Di   | Mi   | Do   | Fr   | Sa   | So   |
| ---- | ---- | ---- | ---- | ---- | ---- | ---- | ---- |
| 9    |      | 1    | 2    | 3    | 4    | 5    | 6    |
| 10   | 7    | 8    | 9    | 10   | 11   | 12   | 13   |
| 11   | 14   | 15   | 16   | 17   | 18   | 19   | 20   |
| 12   | 21   | 22   | 23   | 24   | 25   | 26   | 27   |
| 13   | 28   | 29   | 30   | 31   |      |      |      |

| April | April | April | April | April | April | April | April |
| Kw    | Mo    | Di    | Mi    | Do    | Fr    | Sa    | So    |
| ----- | ----- | ----- | ----- | ----- | ----- | ----- | ----- |
| 13    |       |       |       |       | 1     | 2     | 3     |
| 14    | 4     | 5     | 6     | 7     | 8     | 9     | 10    |
| 15    | 11    | 12    | 13    | 14    | 15    | 16    | 17    |
| 16    | 18    | 19    | 20    | 21    | 22    | 23    | 24    |
| 17    | 25    | 26    | 27    | 28    | 29    | 30    |       |

| Mai | Mai | Mai | Mai | Mai | Mai | Mai | Mai |
| Kw  | Mo  | Di  | Mi  | Do  | Fr  | Sa  | So  |
| --- | --- | --- | --- | --- | --- | --- | --- |
| 17  |     |     |     |     |     |     | 1   |
| 18  | 2   | 3   | 4   | 5   | 6   | 7   | 8   |
| 19  | 9   | 10  | 11  | 12  | 13  | 14  | 15  |
| 20  | 16  | 17  | 18  | 19  | 20  | 21  | 22  |
| 21  | 23  | 24  | 25  | 26  | 27  | 28  | 29  |
| 22  | 30  | 31  |     |     |     |     |     |

| Juni | Juni | Juni | Juni | Juni | Juni | Juni | Juni |
| Kw   | Mo   | Di   | Mi   | Do   | Fr   | Sa   | So   |
| ---- | ---- | ---- | ---- | ---- | ---- | ---- | ---- |
| 22   |      |      | 1    | 2    | 3    | 4    | 5    |
| 23   | 6    | 7    | 8    | 9    | 10   | 11   | 12   |
| 24   | 13   | 14   | 15   | 16   | 17   | 18   | 19   |
| 25   | 20   | 21   | 22   | 23   | 24   | 25   | 26   |
| 26   | 27   | 28   | 29   | 30   |      |      |      |

| Juli | Juli | Juli | Juli | Juli | Juli | Juli | Juli |
| Kw   | Mo   | Di   | Mi   | Do   | Fr   | Sa   | So   |
| ---- | ---- | ---- | ---- | ---- | ---- | ---- | ---- |
| 26   |      |      |      |      | 1    | 2    | 3    |
| 27   | 4    | 5    | 6    | 7    | 8    | 9    | 10   |
| 28   | 11   | 12   | 13   | 14   | 15   | 16   | 17   |
| 29   | 18   | 19   | 20   | 21   | 22   | 23   | 24   |
| 30   | 25   | 26   | 27   | 28   | 29   | 30   | 31   |

| August | August | August | August | August | August | August | August |
| Kw     | Mo     | Di     | Mi     | Do     | Fr     | Sa     | So     |
| ------ | ------ | ------ | ------ | ------ | ------ | ------ | ------ |
| 31     | 1      | 2      | 3      | 4      | 5      | 6      | 7      |
| 32     | 8      | 9      | 10     | 11     | 12     | 13     | 14     |
| 33     | 15     | 16     | 17     | 18     | 19     | 20     | 21     |
| 34     | 22     | 23     | 24     | 25     | 26     | 27     | 28     |
| 35     | 29     | 30     | 31     |        |        |        |        |

| September | September | September | September | September | September | September | September |
| Kw        | Mo        | Di        | Mi        | Do        | Fr        | Sa        | So        |
| --------- | --------- | --------- | --------- | --------- | --------- | --------- | --------- |
| 35        |           |           |           | 1         | 2         | 3         | 4         |
| 36        | 5         | 6         | 7         | 8         | 9         | 10        | 11        |
| 37        | 12        | 13        | 14        | 15        | 16        | 17        | 18        |
| 38        | 19        | 20        | 21        | 22        | 23        | 24        | 25        |
| 39        | 26        | 27        | 28        | 29        | 30        |           |           |

| Oktober | Oktober | Oktober | Oktober | Oktober | Oktober | Oktober | Oktober |
| Kw      | Mo      | Di      | Mi      | Do      | Fr      | Sa      | So      |
| ------- | ------- | ------- | ------- | ------- | ------- | ------- | ------- |
| 39      |         |         |         |         |         | 1       | 2       |
| 40      | 3       | 4       | 5       | 6       | 7       | 8       | 9       |
| 41      | 10      | 11      | 12      | 13      | 14      | 15      | 16      |
| 42      | 17      | 18      | 19      | 20      | 21      | 22      | 23      |
| 43      | 24      | 25      | 26      | 27      | 28      | 29      | 30      |
| 44      | 31      |         |         |         |         |         |         |

| November | November | November | November | November | November | November | November |
| Kw       | Mo       | Di       | Mi       | Do       | Fr       | Sa       | So       |
| -------- | -------- | -------- | -------- | -------- | -------- | -------- | -------- |
| 44       |          | 1        | 2        | 3        | 4        | 5        | 6        |
| 45       | 7        | 8        | 9        | 10       | 11       | 12       | 13       |
| 46       | 14       | 15       | 16       | 17       | 18       | 19       | 20       |
| 47       | 21       | 22       | 23       | 24       | 25       | 26       | 27       |
| 48       | 28       | 29       | 30       |          |          |          |          |

| Dezember | Dezember | Dezember | Dezember | Dezember | Dezember | Dezember | Dezember |
| Kw       | Mo       | Di       | Mi       | Do       | Fr       | Sa       | So       |
| -------- | -------- | -------- | -------- | -------- | -------- | -------- | -------- |
| 48       |          |          |          | 1        | 2        | 3        | 4        |
| 49       | 5        | 6        | 7        | 8        | 9        | 10       | 11       |
| 50       | 12       | 13       | 14       | 15       | 16       | 17       | 18       |
| 51       | 19       | 20       | 21       | 22       | 23       | 24       | 25       |
| 52       | 26       | 27       | 28       | 29       | 30       | 31       |          |

| Januar | Januar | Januar | Januar | Januar | Januar | Januar | Januar |
| Kw     | Mo     | Di     | Mi     | Do     | Fr     | Sa     | So     |
| ------ | ------ | ------ | ------ | ------ | ------ | ------ | ------ |
| 53     |        |        |        |        |        | 1      | 2      |
| 1      | 3      | 4      | 5      | 6      | 7      | 8      | 9      |
| 2      | 10     | 11     | 12     | 13     | 14     | 15     | 16     |
| 3      | 17     | 18     | 19     | 20     | 21     | 22     | 23     |
| 4      | 24     | 25     | 26     | 27     | 28     | 29     | 30     |
| 5      | 31     |        |        |        |        |        |        |

| Februar | Februar | Februar | Februar | Februar | Februar | Februar | Februar |
| Kw      | Mo      | Di      | Mi      | Do      | Fr      | Sa      | So      |
| ------- | ------- | ------- | ------- | ------- | ------- | ------- | ------- |
| 5       |         | 1       | 2       | 3       | 4       | 5       | 6       |
| 6       | 7       | 8       | 9       | 10      | 11      | 12      | 13      |
| 7       | 14      | 15      | 16      | 17      | 18      | 19      | 20      |
| 8       | 21      | 22      | 23      | 24      | 25      | 26      | 27      |
| 9       | 28      |         |         |         |         |         |         |

| März | März | März | März | März | März | März | März |
| Kw   | Mo   | Di   | Mi   | Do   | Fr   | Sa   | So   |
| ---- | ---- | ---- | ---- | ---- | ---- | ---- | ---- |
| 9    |      | 1    | 2    | 3    | 4    | 5    | 6    |
| 10   | 7    | 8    | 9    | 10   | 11   | 12   | 13   |
| 11   | 14   | 15   | 16   | 17   | 18   | 19   | 20   |
| 12   | 21   | 22   | 23   | 24   | 25   | 26   | 27   |
| 13   | 28   | 29   | 30   | 31   |      |      |      |

| April | April | April | April | April | April | April | April |
| Kw    | Mo    | Di    | Mi    | Do    | Fr    | Sa    | So    |
| ----- | ----- | ----- | ----- | ----- | ----- | ----- | ----- |
| 13    |       |       |       |       | 1     | 2     | 3     |
| 14    | 4     | 5     | 6     | 7     | 8     | 9     | 10    |
| 15    | 11    | 12    | 13    | 14    | 15    | 16    | 17    |
| 16    | 18    | 19    | 20    | 21    | 22    | 23    | 24    |
| 17    | 25    | 26    | 27    | 28    | 29    | 30    |       |

| Mai | Mai | Mai | Mai | Mai | Mai | Mai | Mai |
| Kw  | Mo  | Di  | Mi  | Do  | Fr  | Sa  | So  |
| --- | --- | --- | --- | --- | --- | --- | --- |
| 17  |     |     |     |     |     |     | 1   |
| 18  | 2   | 3   | 4   | 5   | 6   | 7   | 8   |
| 19  | 9   | 10  | 11  | 12  | 13  | 14  | 15  |
| 20  | 16  | 17  | 18  | 19  | 20  | 21  | 22  |
| 21  | 23  | 24  | 25  | 26  | 27  | 28  | 29  |
| 22  | 30  | 31  |     |     |     |     |     |

| Juni | Juni | Juni | Juni | Juni | Juni | Juni | Juni |
| Kw   | Mo   | Di   | Mi   | Do   | Fr   | Sa   | So   |
| ---- | ---- | ---- | ---- | ---- | ---- | ---- | ---- |
| 22   |      |      | 1    | 2    | 3    | 4    | 5    |
| 23   | 6    | 7    | 8    | 9    | 10   | 11   | 12   |
| 24   | 13   | 14   | 15   | 16   | 17   | 18   | 19   |
| 25   | 20   | 21   | 22   | 23   | 24   | 25   | 26   |
| 26   | 27   | 28   | 29   | 30   |      |      |      |

| Juli | Juli | Juli | Juli | Juli | Juli | Juli | Juli |
| Kw   | Mo   | Di   | Mi   | Do   | Fr   | Sa   | So   |
| ---- | ---- | ---- | ---- | ---- | ---- | ---- | ---- |
| 26   |      |      |      |      | 1    | 2    | 3    |
| 27   | 4    | 5    | 6    | 7    | 8    | 9    | 10   |
| 28   | 11   | 12   | 13   | 14   | 15   | 16   | 17   |
| 29   | 18   | 19   | 20   | 21   | 22   | 23   | 24   |
| 30   | 25   | 26   | 27   | 28   | 29   | 30   | 31   |

| August | August | August | August | August | August | August | August |
| Kw     | Mo     | Di     | Mi     | Do     | Fr     | Sa     | So     |
| ------ | ------ | ------ | ------ | ------ | ------ | ------ | ------ |
| 31     | 1      | 2      | 3      | 4      | 5      | 6      | 7      |
| 32     | 8      | 9      | 10     | 11     | 12     | 13     | 14     |
| 33     | 15     | 16     | 17     | 18     | 19     | 20     | 21     |
| 34     | 22     | 23     | 24     | 25     | 26     | 27     | 28     |
| 35     | 29     | 30     | 31     |        |        |        |        |

| September | September | September | September | September | September | September | September |
| Kw        | Mo        | Di        | Mi        | Do        | Fr        | Sa        | So        |
| --------- | --------- | --------- | --------- | --------- | --------- | --------- | --------- |
| 35        |           |           |           | 1         | 2         | 3         | 4         |
| 36        | 5         | 6         | 7         | 8         | 9         | 10        | 11        |
| 37        | 12        | 13        | 14        | 15        | 16        | 17        | 18        |
| 38        | 19        | 20        | 21        | 22        | 23        | 24        | 25        |
| 39        | 26        | 27        | 28        | 29        | 30        |           |           |

| Oktober | Oktober | Oktober | Oktober | Oktober | Oktober | Oktober | Oktober |
| Kw      | Mo      | Di      | Mi      | Do      | Fr      | Sa      | So      |
| ------- | ------- | ------- | ------- | ------- | ------- | ------- | ------- |
| 39      |         |         |         |         |         | 1       | 2       |
| 40      | 3       | 4       | 5       | 6       | 7       | 8       | 9       |
| 41      | 10      | 11      | 12      | 13      | 14      | 15      | 16      |
| 42      | 17      | 18      | 19      | 20      | 21      | 22      | 23      |
| 43      | 24      | 25      | 26      | 27      | 28      | 29      | 30      |
| 44      | 31      |         |         |         |         |         |         |

| November | November | November | November | November | November | November | November |
| Kw       | Mo       | Di       | Mi       | Do       | Fr       | Sa       | So       |
| -------- | -------- | -------- | -------- | -------- | -------- | -------- | -------- |
| 44       |          | 1        | 2        | 3        | 4        | 5        | 6        |
| 45       | 7        | 8        | 9        | 10       | 11       | 12       | 13       |
| 46       | 14       | 15       | 16       | 17       | 18       | 19       | 20       |
| 47       | 21       | 22       | 23       | 24       | 25       | 26       | 27       |
| 48       | 28       | 29       | 30       |          |          |          |          |

| Dezember | Dezember | Dezember | Dezember | Dezember | Dezember | Dezember | Dezember |
| Kw       | Mo       | Di       | Mi       | Do       | Fr       | Sa       | So       |
| -------- | -------- | -------- | -------- | -------- | -------- | -------- | -------- |
| 48       |          |          |          | 1        | 2        | 3        | 4        |
| 49       | 5        | 6        | 7        | 8        | 9        | 10       | 11       |
| 50       | 12       | 13       | 14       | 15       | 16       | 17       | 18       |
| 51       | 19       | 20       | 21       | 22       | 23       | 24       | 25       |
| 52       | 26       | 27       | 28       | 29       | 30       | 31       |          |

## Ereignisse

### Politik und Weltgeschehen

#### Nordeuropa/Baltikum
- Winter 1345/46: In Estland wird der Aufstand in der Georgsnacht nach mehr als zwei Jahren durch den Schwertbrüderorden endgültig blutig niedergeschlagen. Als letzte dänische Stadt in Estland fällt Narva an den Deutschen Orden.

#### Byzantinisches Reich/Balkan
- 11. Juni: Der einflussreiche byzantinische Minister Alexios Apokaukos wird bei der Inspektion eines im Bau befindlichen politischen Gefängnisses ohne seine Leibwache von Gefangenen überwältigt und getötet. Die im Namen ihres minderjährigen Sohnes Johannes V. regierende Anna von Savoyen, die sich in einem 1341 nach dem Tod von Kaiser Andronikos III. ausgebrochenen von einem Regentschaftsrat unter Apokaukos angeheizten Bürgerkrieg mit dem Gegenkaiser Johannes Kantakuzenos befindet, lässt alle 200 Gefangenen hinrichten. Johannes Kantakuzenos gewinnt infolge des Ereignisses die Oberhand im Byzantinischen Bürgerkrieg.

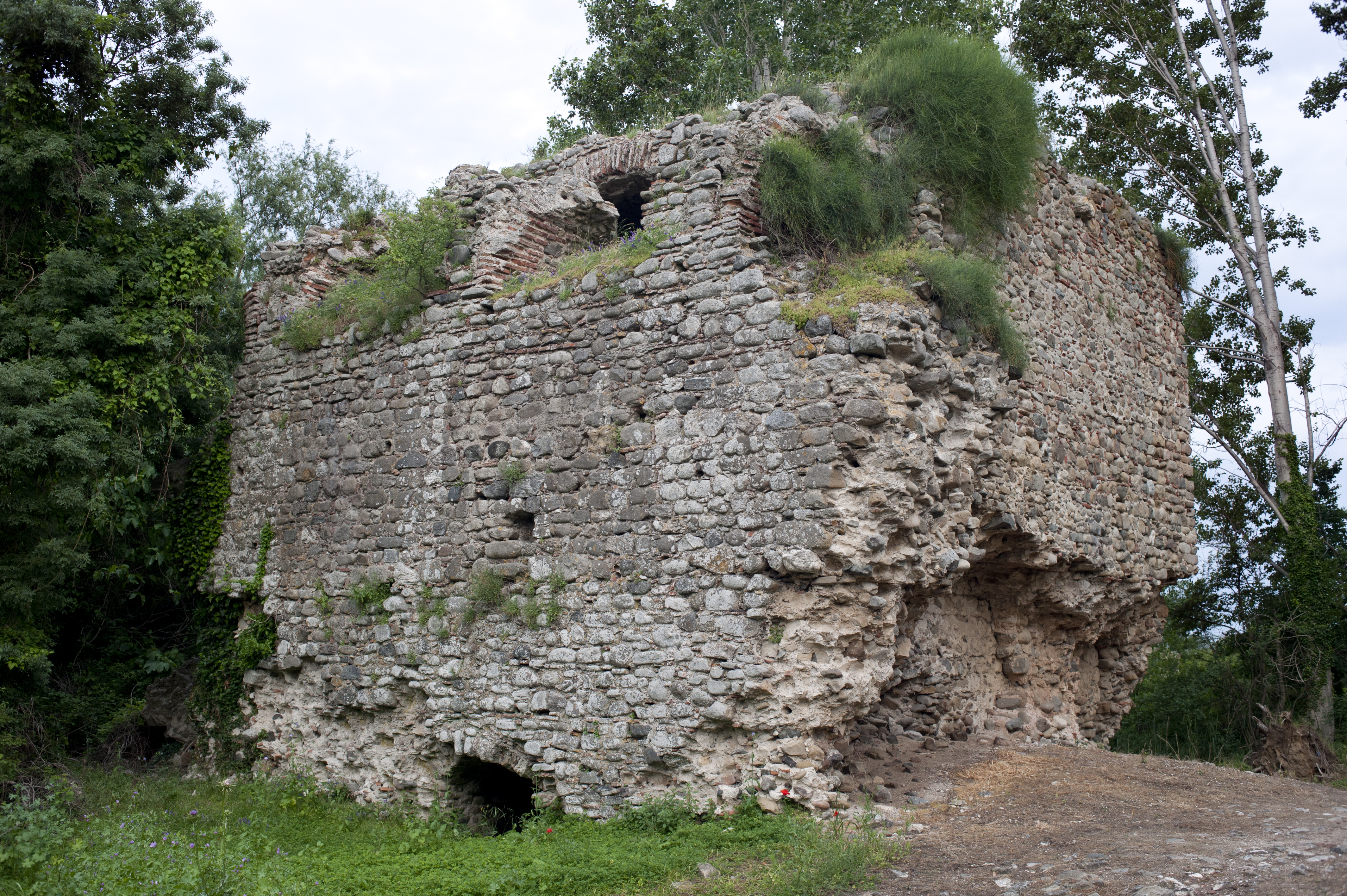
Befestigungsanlagen von Peritheorion (östlich von Xanthi), Schauplatz von Momtschils letztem Gefecht

- 7. Juli: Die Schlacht von Peritheorion zwischen den Truppen des Momtschil, des quasi-unabhängigen Herrschers über die Rhodopen, und einer verbündeten Streitmacht byzantinischer Truppen unter Johannes VI. und türkischer Truppen unter Umur Bey von Aydin, endet mit einem eindeutigen Sieg der byzantinisch-türkischen Allianz. Momtschil kommt auf dem Schlachtfeld ums Leben. Die byzantinischen Truppen erlangen anschließend die Kontrolle über die Region zurück.
- 12. August: Venezianische Truppen beginnen die Belagerung der kroatisch-ungarischen Küstenstadt Zadar im Norden Dalmatiens.

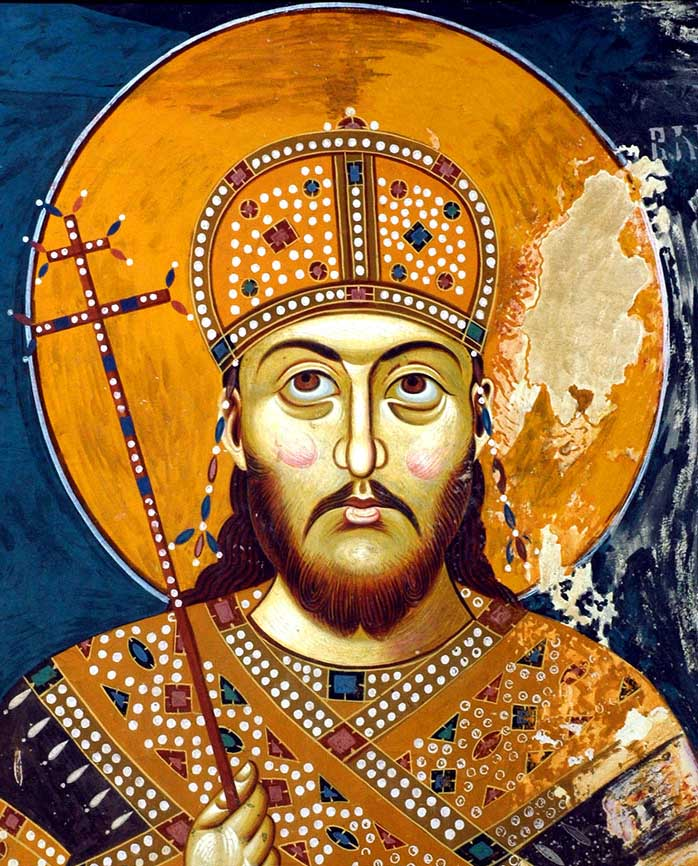
Freske Stefan Uroš IV. Dušan im Kloster Sveti Arhanđeli

- König Stefan Uroš IV. Dušan von Serbien erhebt sich zu Weihnachten in seiner neuen Residenzstadt Skopje selbst zum Kaiser Serbiens und des Römerreichs (Imperator Rasciae et Romaniae).

#### Heiliges Römisches Reich
- Simone Boccanegra wird auf einer von ihm selbst einberufenen Volksversammlung gezwungen, die Regierungsgeschäfte als Doge der Republik Genua aufzugeben.

#### Hundertjähriger Krieg
- Juni:  Henry of Grosmont, Earl of Derby, landet mit einer kleinen Armee aus England in der Gascogne und stockt sie mit lokalen Truppen auf. Mit diesen Truppen führte er eine groß angelegte Chevauchée über die Grenze, die auf die Einnahme der wichtigen Stadt Bergerac im August zielt. Dabei wird unter anderem die Stadt Auberoche erobert.
- 16. September: Der von Frankreich favorisierte Karl von Blois aus dem Haus Châtillon wird Herzog der Bretagne, nachdem sein von England unterstützter Gegenspieler Johann von Montfort in Hennebont gestorben ist. Der Bretonische Erbfolgekrieg als Teil des Hundertjährigen Krieges dauert noch rund weitere zwei Jahrzehnte.
- Anfang Oktober: Auf Anordnung von Jean II le Bon, Herzog der Normandie, unternehmen französische Truppen unter dem Befehl von Louis von Poitiers einen Gegenangriff auf die englischen Truppen Henry Grosmonts. Sie beginnen mit der Belagerung der Burg Auberoche.
- 21. Oktober: In der Schlacht von Auberoche siegen die Engländer entscheidend. In der Folge können sie die gesamte Region unter ihre Kontrolle bekommen.

#### Stadtrechte und urkundliche Ersterwähnungen
- Erste urkundliche Erwähnung von Gelterfingen, Manama, Niederdorf, Bad Wildbad und Klein Ilsede
- Potsdam und Oldenburg werden die Stadtrechte verliehen.

### Wirtschaft
- Mitglieder der seit 1180 bestehenden Guild of Pepperers, einer religiösen und sozial engagierten Bruderschaft von Kaufleuten, die mit Gewürzen, Gold und anderen luxuriösen Waren aus Konstantinopel und dem Mittelmeerraum handeln, bilden eine neue Bruderschaft. Die spätere Worshipful Company of Grocers ist eine der Londoner Great Twelve City Livery Companies.

### Religion
- 1. Oktober: Das Mutterhaus Antwerpen wird gegründet.

### Katastrophen
- Die seit 1331 wütende Pest, die sich später als Schwarzer Tod über Europa ausbreiten wird, erreicht Sarai an der unteren Wolga und die Krim sowie das Reich der Goldenen Horde unter Dschani Beg.

### Natur und Umwelt
- Wetter: Die Sommer bis 1347 sind die kältesten in diesem Jahrtausend.

## Geboren

### Geburtsdatum gesichert
- 31. Oktober: Ferdinand I., König von Portugal († 1383)

### Genaues Geburtsdatum unbekannt
- Agnes von Durazzo, neapolitanische Fürstin († 1383 oder 1388)
- Vuk Branković, serbischer Fürst († 1397)
- Kadi Burhan al-Din, aserbaidschanischer Dichter, Wesir und Atabeg († 1398)
- Euphemia, schottische Adelige († 1394/95)
- Paolo di Giovanni Fei, italienischer Maler († 1411)
- Walter Fitzwalter, englischer Adeliger und Militär († 1386)
- Karl III., König von Neapel († 1386)

### Geboren um 1345
- Eustache Deschamps, französischer Dichter († 1404)
- Elisabeth von Pommern, Gemahlin Kaiser Karls IV. († 1393)
- Maud Ufford, englische Adelige († 1413)

## Gestorben

### Todesdatum gesichert
- 17. Januar: Heinrich von Asti, italienischer Bischof, päpstlicher Diplomat und Kreuzzugsanführer
- 2. Februar: Ludwig der Junker, Sohn des Landgrafen Otto I. von Hessen (* 1305)
- 24. Februar: Stephan II., Bischof von Lebus
- 11. März: Aigustė Anastasia von Litauen, Großfürstin von Moskau (* zw. 1316 und 1321)
- 14. April: Richard Aungerville, Bischof von Durham und Lordkanzler von England (* 1287)
- 1. Mai: Peregrinus Laziosi, Heiliger der römisch-katholischen Kirche (* um 1265)
- 11. Juni: Alexios Apokaukos, byzantinischer Staatsmann
- 20. Juni: Simon Montagu, Bischof von Worcester und Bischof von Ely (* um 1304)
- 7. Juli: Momtschil, bulgarischer Woiwode und Raubritter (* um 1305)
- 18. Juli: Adam Orleton, englischer Geistlicher, Politiker und Diplomat (* um 1275)
- 28. Juli: Sancha von Mallorca, Königin von Neapel (* um 1285)
- 13. August: Rolando de’ Rossi, italienischer Condottiere, Herr von Parma, Lucca, Cremona, Fidenza und Pontremoli (* um 1287)
- 23. August: Otto II. von Wolfskeel, Bischof von Würzburg
- 16. September: Johann IV., Herzog der Bretagne (* 1295)
- 18. September: Andreas, ungarischer Prinz (* 1327)
- 22. September: Henry of Lancaster, englischer Magnat (* um 1280)
- 26. September: Wilhelm IV., Graf von Holland und Hennegau (* um 1318)
- 3. November: Peter I., Graf von Dreux (* 1298)
- 13. November: Constança Manuel, portugiesische Königin (* um 1318)

### Genaues Todesdatum unbekannt
- Juli: Jacob van Artevelde, Regent von Flandern (* um 1290)
- Ala’a ad-Din Kudschuk, Sultan der Mamluken (* 1334)
- As-Salih Ismail, Sultan der Mamluken (* 1325)
- Ciuto Brandini, Arbeiterführer in Florenz
- Heinrich III., Graf von Ortenburg
- Wilke von Kraack, Dekan zu Lübeck und Domherr zu Schwerin